# Избори за одборнике Скупштине града Ниша 2008.
Избори за одборнике Скупштине града Ниша 2008. су се одржали 11. мајa 2008. и део су локалних избора 2008. Одржани су по измењеном закону за локалну самоуправу: предвиђено је да се одборници скупштина општина и градова бирају по пропорционалном изборном систему, а улазак у локалне парламенте обезбедиће оне листе кандидата које освоје најмање пет одсто гласова бирача. Предизборне коалиције ће за улазак у локални парламент морати да освоје најмање седам одсто гласова. Најзначајнија новина у закону је што грађани више неће бирати градоначелнике на директним изборима, већ ће то чинити одборници.
Актуелни градоначелник Смиљко Костић није био на листи ДСС-НС, јер је одбио да буде одборник, након што га нису подржали за поновни избор за градоначелника.
Нови градоначелник је постао Милош Симоновић из Демократске странке, и њега су предложили ДС, Г17+, и коалиција око СПС-а, након дугих међусобних преговора и договора око коалиције и расподеле градских ресора.